# Ya-Ya-yah
Ya-Ya-yah (Chữ Kana: ヤーヤーヤー Chữ Romaji: Yaa Yaa Yaa) là một nhóm nhạc nam được điều hành bởi Johnny & Associates. Ya-Ya-yah thường xuất hiện chung với nhóm J.J.Express và NEWS.

## Tiểu sử
- Nguồn gốc tên của nhóm là ghép từ chữ cái đầu tiên của tên các thành viên với nhau (lúc này chưa có Yaotome Hikaru). Các thành viên gia nhập vào đều mang ký tự Y hoặc A (ngoại trừ ký tự H của Hoshino Masaki)
  - Yabu Kota
  - Akama Naoya
  - Yamashita Shoon
  - Ayukawa Taiyou
  - Yoshida Yuuki
  - Ando Yasuhiro
  - Hoshino Masaki
- Năm 2002, 2 thành viên là Ando Yasuhiro và Yoshida Yuuki rời khỏi nhóm.
- Ngày 15 tháng 5 năm 2002, Single đầu tiên của nhóm được ra mắt với tên là "Yuuki 100% - Sekai ga Hitotsu Ni Naru made". 
  - Bài hát Yuuki 100% được làm bài nhạc nền mở đầu cho anime Nintama Rantarou.
  - Bài hát Sekai ga Hitotsu Ni Naru made được làm bài nhạc nền kết thúc cho anime Nintama Rantarou.
- Năm 2004, Yaotome Hikaru được vào nhóm Ya-Ya-yah. Cùng năm, 2 thành viên là Akama Naoya và Hoshino Masaki rời khỏi nhóm. Nhóm hoạt động với 4 thành viên.
- Ngày 24 tháng 9 năm 2007, 2 thành viên là Yabu Kota và Yaotome Hikaru rời khỏi nhóm cũ để tham gia nhóm nhạc mới thành lập là Hey! Say! JUMP
- Ngày 30 tháng 11 năm 2007, thành viên Ayukawa Taiyou rời khỏi Johnny & Associates. Nhóm hoàn toàn bị giải thể.

## Thành viên
| Tên (Kanji) | Tên (Kana)        | Tên (Roman-ji)  | Ngày sinh  | Ghi chú                                           |
| ----------- | ----------------- | --------------- | ---------- | ------------------------------------------------- |
| 薮宏太      | やぶ こうた       | Yabu Kouta      | 31/01/1990 | Rời khỏi nhóm để tham gia nhóm mới Hey! Say! JUMP |
| 八乙女光    | やおとめ ひかる   | Yaotome Hikaru  | 02/12/1990 | Rời khỏi nhóm để tham gia nhóm mới Hey! Say! JUMP |
| 鮎川太陽    | あゆかわ たいよう | Ayukawa Taiyou  | 18/01/1991 | Rời khỏi Johnny's năm 2007                        |
| 山下翔央    | やました しょおん | Yamashita Shoon | 20/12/1988 | Rời khỏi Johnny's năm 2010                        |
| 赤間直哉    | あかま なおや     | Akama Naoya     | 05/04/1991 | Rời khỏi Johnny's năm 2004                        |
| 星野正樹    | ほしの まさき     | Hoshino Masaki  | 10/10/1987 | Rời khỏi Johnny's năm 2004                        |
| 安藤靖浩    | あんどう やすひろ | Andou Yasuhiro  | 21/01/1987 | Rời khỏi Johnny's năm 2002                        |
| 吉田雄基    | よしだ ゆうき     | Yoshida Yuuki   | 16/11/1987 | Rời khỏi Johnny's năm 2002                        |

## Single
- 勇気100%/世界がひとつになるまで (Yuuki 100% - Sekai ga Hitotsu Ni Naru made)

## Bài hát
Năm 2002
- LOVE together 2002
- 合言葉はYa-Ya-yah! (Ai kotoba wa Ya-Ya-yah)
- Maybe your love
- 勇気100% (Yuuki 100%)
- 世界がひとつになるまで (Sekai ga Hitotsu Ni Naru made)

Năm 2003
- Singin' for you
- Just wanna lovin' you
- Stompin
- Up Down Ya-Ya-yah
- HA・RU・NA・TSU・A・KI・FU・YU

Năm 2005
- START!
- Never Stop the Music
- 2 of Us
- 風に乗って (Kaze ni notte)
- ひまわりのメロデ (Himawari no Melody)

Năm 2006
- Ikujinashi
- Jewel Star
- サマー×サマー×サマー! (SummerXSummerXSummer)
- to the Freedom
- 愛しのプレイガール (Itoshi no Playgirl)
- 手をつないでゆこう (Te wo tsunaide yukou)
- 明日を (Asu wo) (được viết bởi Yabu Kota)

Năm 2007
- 今進もう (Ima Susumou) (được viết bởi Yaotome Hikaru)
- Baby Babe

## Biểu diễn

### Chương trình truyền hình
- Ponki Kies21 （Từ 4/2002 đến 3/2004、Fuji TV）
- Ya-Ya-yah （Từ 1/5/2004 đến 27/10/2007、TV Tokyo）
- Shounen Club（Từ 1/2002 đến 10/2007, NHK-BS2・BShi）

### Sân khấu kịch
- Show SHOCK (Ngày 4 tháng 6 - Ngày 28 tháng 6 năm 2012, tại Teikoku Gekishou)
- Stand by you （Năm 2003・Năm 2004,)